# Orde van Verdienste voor de Arbeid
De Orde van Verdienste voor de Arbeid (Portugees: Ordem do Mérito do Trabalho) is een Braziliaanse Ridderorde. De Orde werd op 22 augustus 1950 ingesteld en had bij de oprichting drie graden; "verdienste", "grote verdienste" en "buitengewone verdienste". Op 17 november 1965 werden de huidige graden ingevoerd. De Orde van Verdienste voor de Arbeid wordt door het Braziliaanse Ministerie van Arbeid en Sociale Zekerheid beheerd. De Orde kent de gebruikelijke vijf graden en een medaille.
De graden van de Orde
- Grootkruis
- Grootofficier
- Commandeur
- Officier
- Ridder
- Medaille, de "medalha do Mérito da Segurança do Trabalho".

Het lint van de Orde is zwart.